# Liste des sous-marins du Pérou
La liste des sous-marins du Pérou rassemble les sous-marins commandés ou exploités par la marine péruvienne au fil des ans.

## XIXe siècle
Le premier submersible de l’histoire de la marine péruvienne a été conçu par l’ingénieur Federico Blume Othon en 1866 et construit à Piura en 1879. Des essais réussis à Paita et Callao ont montré qu’il était possible de naviguer sous la surface avec un triple système de propulsion intégrant l’action humaine, la machine à vapeur et des bouteilles d’air comprimé. Malheureusement, le dénouement de la guerre du Pacifique n’a pas permis de l’utiliser avec succès et il a été coulé en janvier 1881.
- Toro Submarino (1879-1880)[2].

## FerréetPalacios(1911)
Beaucoup d’officiers qui avaient combattu pendant la guerre du Pacifique connaissaient les possibilités du sous-marin de Blume. Trente ans plus tard, ils ont parié sur l’acquisition de submersibles à l’étranger. Au début des années 1910, le Pérou commanda la construction de deux submersibles de type Maxime Laubeuf en France. Avant la Première Guerre mondiale, seules les plus grandes puissances navales possédaient ce type de navires. La réception des submersibles a eu lieu le 19 août 1911, au chantier naval français Schneider de Chalon-sur-Saône. Ils ont été baptisés Ferré et Palacios, des noms qui évoquent Diego Ferré Sosa et Enrique Palacios Mendiburu, deux officiers qui ont servi à bord du monitor Huáscar et qui, avec leur commandant Miguel Grau, sont morts durant la bataille d'Angamos le 8 octobre 1879.
Ces submersibles avaient un déplacement de respectivement 300 (Ferré) et 400 tonnes (Palacios). Ils disposaient d’un tube lance-torpilles à l’avant, de moteurs diesel Schneider-Carel d’une puissance nominale de 400 et 200 ch respectivement, d’une vitesse de 12 et 9 nœuds en surface et de 7 et 5 nœuds en immersion. Leur rayon d'action était de 2 000 milles marins à 10 nœuds, et leur équipage de 19 hommes.
Ils sont devenus opérationnels en 1913. Tous deux ont été éliminés dans les années 1920.
- BAP Teniente Ferré
- BAP Teniente Palacios

## Classe R(1926)
Au milieu des années 1920, quatre sous-marins de classe R, identiques aux quelque 27 bateaux que la marine américaine a utilisés, ont été commandés à l’Electric Boat Company de Groton dans le Connecticut, aux États-Unis. Le premier (le R1) a été livré en avril 1926, et le dernier de la série (le R4) en mai 1928.
Les principales caractéristiques de ces sous-marins étaient les suivantes :
- longueur hors-tout 186,5 pieds ;
- maître-bau 17,5 pieds ;
- tirant d'eau 15 pieds ;
- déplacement : 576 tonnes en surface, 755 tonnes en immersion ;
- propulsion : 2 moteurs diesel principaux New London Ship & Engine Company et machines électriques d’une puissance nominale de 1 000 ch ;
- vitesse 14,5 nœuds en surface et 9,5 nœuds en immersion ;
- rayon d'action : 8 000 milles marins à vitesse économique ;
- armement : 4 tubes lance-torpilles à l’avant, et un canon de pont de 3 pouces sur affût simple ;
- équipage : 30 hommes[1].

Ces navires flambant neufs ont constitué la première division de sous-marins, épine dorsale de la force sous-marine péruvienne. Ils ont participé à la guerre colombo-péruvienne de 1932-1933 et à la guerre péruano-équatorienne de 1941. Ils ont été modernisés à Groton pour prolonger leur durée de vie après la Seconde Guerre mondiale, époque où ils étaient probablement les derniers sous-marins diesel-électriques des années 1920 encore en service dans le monde.
- BAP Islay (R-1)
- BAP Casma (R-2)
- BAP Pacocha (R-3)
- BAP Arica (R-4)

## Classe Abtao(1953)
Pour les remplacer, quatre autres sous-marins de classe Mackerel modifiée ont été commandés en 1953 à Electric Boat Company. Ces navires avaient les caractéristiques suivantes :
- longueur hors-tout : 243 pieds
- maître-bau : 22 pieds
- tirant d’eau : 14 pieds
- déplacement : 825 tonnes en surface et 1 400 tonnes en immersion
- propulsion : 2 moteurs diesel principaux General Motors 278A et moteurs électriques d’une puissance nominale de 2 400 ch, couplés à deux arbres ;
- armement : 4 tubes lance-torpilles de 21 pouces à l’avant et 2 tubes à l’arrière, un canon de pont de 5 pouces sur affût simple (uniquement sur les sous-marins Dos de Mayo et Abtao) ;
- vitesse : 16 nœuds en surface et 10 nœuds en immersion ;
- rayon d’action : 5 000 milles à 10 nœuds ;
- équipage : 40 hommes[1].

Initialement, ces navires portaient des noms d’animaux : Lobo (Loup), Tiburón (Requin), Atun (Thon) et Merlin (Marlin). Ils sont restés en service, sous une forme ou une autre, pendant quarante ans jusqu’aux années 1990.
- BAP Dos de Mayo  (SS-41), ex-Lobo (SS-1) : lancé en 1954, désarmé en 1999.
- BAP Abtao, ex-Tiburón (SS-2) : lancé en 1953, désarmé en 1998, converti en navire musée à Lima en 2004.
- BAP Angamos (SS-43), ex-Atun (SS-3) : lancé en 1957, désarmé en 1990.
- BAP Iquique (SS-44), ex-Merlin (SS-4) : lancé en 1957, désarmé en 1993.

## Classe Balao(1974)
En 1974, le Pérou a récupéré auprès de la marine américaine une paire de sous-marins diesel vieillissants de classe Balao, qu’il a maintenus en service jusqu’en 1995. Les principales caractéristiques de ces unités étaient les suivantes :
- déplacement : 1 870 tonnes en surface, 2 440 tonnes en plongée ;
- propulsion : en surface, 3 moteurs diesel d’une puissance nominale de 4 800 ch ; en immersion, deux moteurs électriques de 5 400 ch, couplés à deux arbres ;
- longueur hors-tout : 93,8 mètres ;
- maître-bau : 8,2 mètres ;
- tirant d’eau : 5,2 mètres ;
- vitesse : 18 nœuds en surface et 15 nœuds en immersion ;
- armement : 6 tubes lance-torpilles de 21 pouces à l’avant et 4 tubes à l’arrière ;
- équipage : 85 hommes[1].

- BAP Pacocha (SS-48) ex-USS Atule (SS-403)
- BAP La Pedrera (SS-49) ex-USS Sea Poacher (SS-406) et ex-BAP Pabellón de Pica (SS-49)

## Type 209(1974)
Le Pérou a acquis six sous-marins de type 209 (séries 1100 et 1200) de construction allemande, qui ont été mis en service à partir de 1974. Ces bateaux ont été construits dans les chantiers navals Howaldtswerke-Deutsche Werft à Kiel, en Allemagne. Les premiers navires (les BAP Islay et Arica) sont arrivés à Callao en 1974 et 1975. Deux autres navires sont arrivés au début des années 1980, les BAP Casma et Antofagasta. Enfin, en 1983, sont arrivés les BAP Chipana et Pisagua, portant la force sous-marine au nombre prévu de six unités de type 209.
Les caractéristiques de ces sous-marins sont :
- longueur hors-tout : 55,90 mètres
- maître-bau : 6,30 mètres
- tirant d’eau : 5,50 mètres
- déplacement : 1 180 tonnes en surface et 1 285 tonnes en plongée ;
- propulsion : 4 moteurs diesel MTU de type 12V493AZ80 et un moteur électrique Siemens, couplés à un arbre ;
- vitesse : 11 nœuds en surface et 21 nœuds en immersion :
- autonomie : 11 300 milles à 4 nœuds ;
- armement : 8 tubes lance-torpilles de 533 millimètres, capacité de 14 torpilles SST 4 filoguidées ;
- équipage : 35 hommes.

Leurs capteurs et les systèmes de contrôle de tir sont à la pointe de la technologie.

### Classe Angamos(Type 209/1200)
- BAP Angamos (SS-31) ex-BAP Casma
- BAP Antofagasta (SS-32) : en cours de modernisation au chantier naval SIMA Callao depuis janvier 2020[3].
- BAP Pisagua (SS-33)
- BAP Chipana (SS-34) ex-BAP Blume : en cours de modernisation au chantier naval SIMA Callao depuis décembre 2017[3].

### Classe Islay (Type 209/1100)
- BAP Islay (SS-35) : entré en service le 29 août 1974, modernisé en 2008
- BAP Arica (SS-36) : entré en service le 21 janvier 1975, modernisé en 2008